# Erich Lorenz
Erich Lorenz (ur. 25 września 1911, zm. ?) – SS-Hauptsturmführer, w Centrali Przesiedleńczej w Łodzi był trzecim komendantem Centralnego obozu przesiedleńczego (niem.Durchgangslager I der Umwandererzentralstelle Posen, Dienststelle Litzmannstadt) mieszczącego się w Łodzi w budynkach po dawnej fabryce tkanin B.A. Gliksmana na ulicy Łąkowej 4 (niem. Wiesenstrasse) znajdujących się w obrębie dzisiejszej dzielnicy Polesie. Na stanowisku zastąpił Alberta Sauera.

## Życiorys
Nr. SS: 45 797, Nr. NSDAP: 1 134 632.